# Alojzy Ślósarczyk
Alojzy Ślósarczyk (ur. 13 grudnia 1938 r. w Chełmie Śląskim) – ksiądz katolicki, doktor prawa kanonicznego Uniwersytetu Gregorianum w Rzymie, kanonik gremialny Wrocławskiej Kapituły Katedralnej, oficjał sądowy Metropolitarnego Sądu Duchownego we Wrocławiu, adiunkt prawa kanonicznego i łaciny na Papieskim Wydziale Teologicznym we Wrocławiu. 
Święcenia kapłańskie otrzymał 24 czerwca 1966 we Wrocławiu. W 2005 roku, jako przewodniczący wszedł w skład powołanej przez metropolitę wrocławskiego abp. Mariana Gołębiewskiego komisji naukowej ds. zbadania najnowszej historii archidiecezji wrocławskiej i kontaktów środowiska duchowego ze Służbami Bezpieczeństwa PRL.  